# مفيض

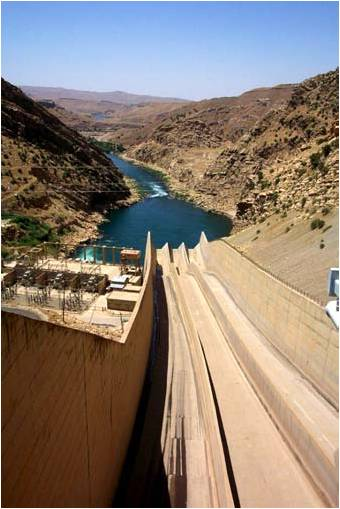
مفيض سد دربندخان بديالى العراق.

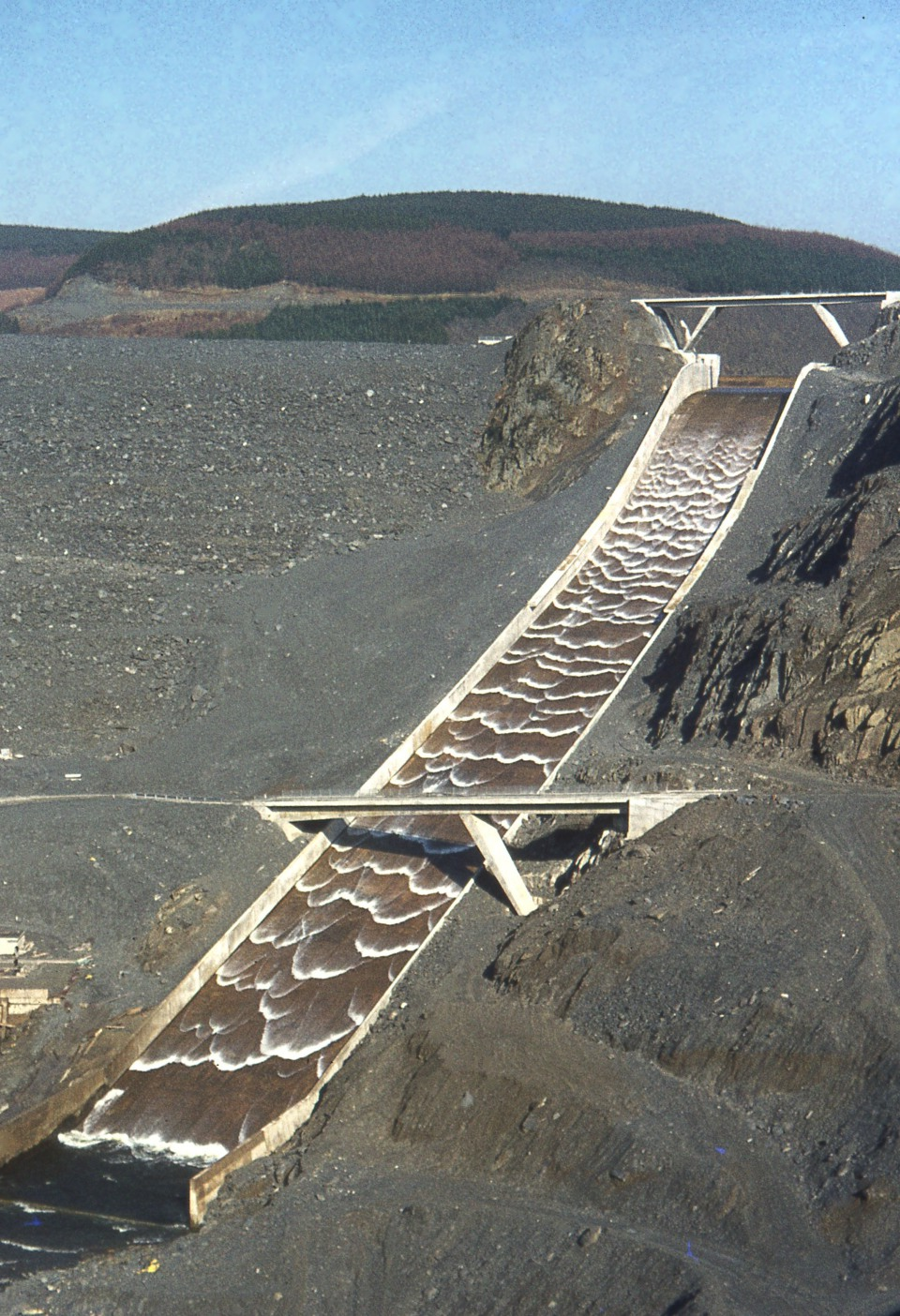
مفيض سد «خين بريان» في ويلز بريطانيا.

المفيض أو المسيل المائي[بحاجة لمصدر] منشأ مائي يستخدم للسيطرة على منسوب المياه في السد أو السدة من خلال تصريف المياه وتحويلها من مقدم المجرى المائي إلى مؤخر المجرى المائي وهو بمثابة صمام الامان للسد.
.
يسمح بتصريف السيول قبل أن تعلو الحد التصميمي المسموح لذلك السد وذلك تجنبا للمشاكل الهندسية التي تنشأ نتيجة علو المياه على السد والتي قد تسبب انهيار السد وتهدمه. وقد يحتوي على بوابات للتحكم بمنسوب المياه في مقدم النهر أو للاستفادة من توليد الطاقة الكهرمائية. وقد يحتوي أيضا على السدادات والصمامات المائية لتنظيم منسوب المياه وكمية التدفق المائي.
وأشهر مفيض في مصر، هو مفيض توشكى على السد العالي، والذي استخدم أكثر من مرة لتخفيض منسوب المياه في البحيرة عبر تصريف الزيادة للصحراء الشرقية.

## الآنواع

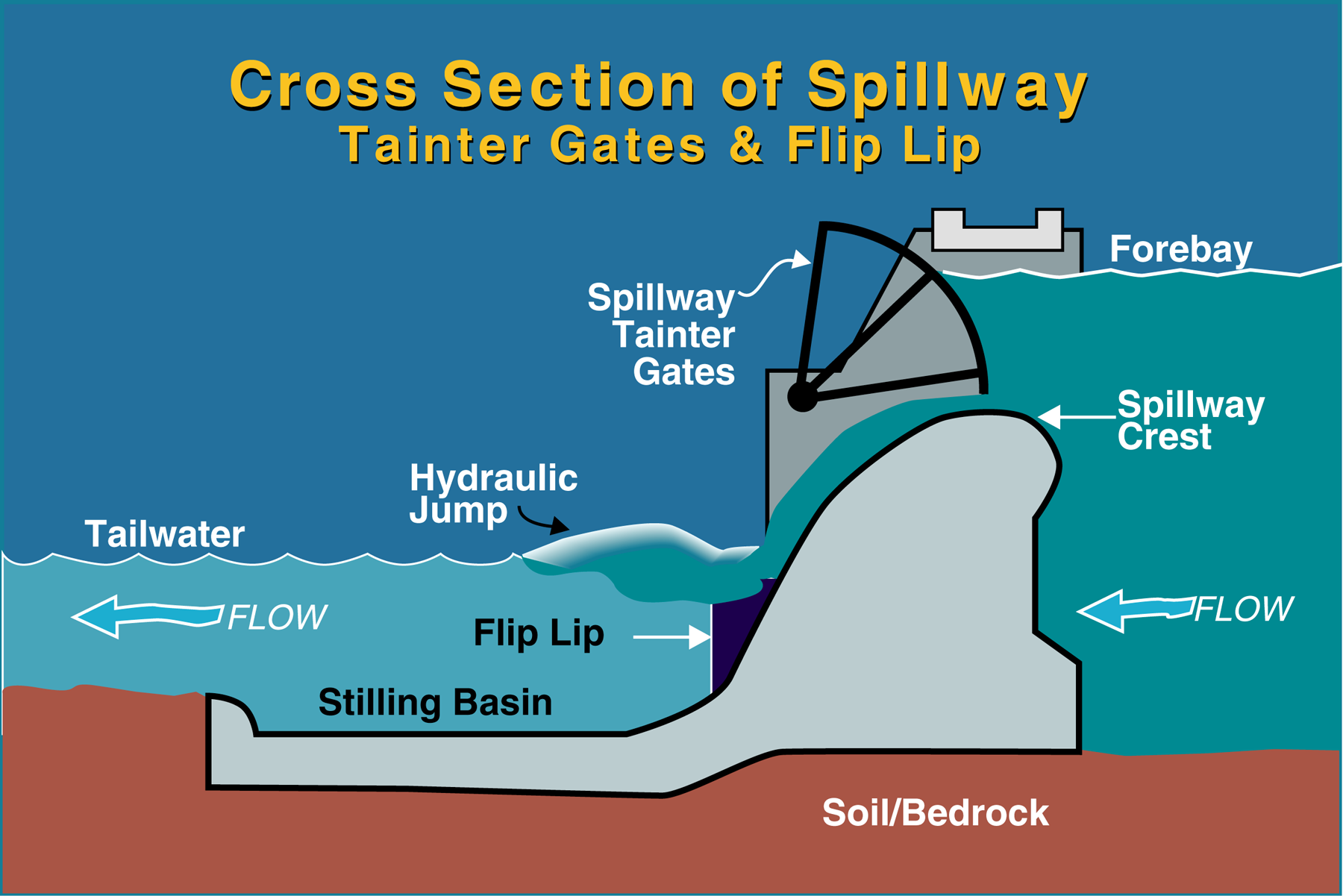
مقطع عرضي.

يقع المفيض في مقدمة السد أو الخزان المائي. قد يكون أيضا في منافذ السدود مع الصمامات أو البوابات التي يمكن تشغيلها للإفراج عن تدفق مياه الموجة الفيضانية، ومن النادر ان يفتقر السد أو الخزان المائي إلى المفيض أو المهرب المائي ولكن يوجد هناك سدود لاتحتوي على هذا الجزء المهم.
وهنالك تقسم للمفيض المائي إلى نوعين:
- القابل للتحكم
- غير قابل للتحكم

الأول يكون لديه الهياكل الميكانيكية أو بوابات لتنظيم معدل التدفق. يسمح هذا التصميم نحو الارتفاع الكامل للسد لاستخدامها لتخزين المياه على مدار السنة، ويمكن أن تنطلق مياه الفيضانات كما هو مطلوب من خلال فتح أبواب واحد أو أكثر.
أما النوع الثاني والمسمى غير قابل للتحكم فهو غير مسيطر عليه، في المقابل، لا يملك بوابات ترتفع المياه فوق حافة السد أو قمته. يبدأ المفيض إطلاق المياه حال وصولها الحد التصميمي بدون سيطرة لأن التحكم في معدل التصريف فقط من عمق المياه داخل الخزان.
في الغالب يتم التحكم العادي بتنظيم مستوى الخزان بواسطة البوابات الميكانيكية. فإذا ما تجاوز منسوب المياه في الخزان قدرة البوابة التصميمية، فأن الصمامات والسدادات المغلفة سوف تعمل وتنفتح للسماح بمرور المياه وعادة ما يتم ذلك عن طريق قناة إضافية يطلق عليها اسم قناة المساعدة أو الطوارئ. تم تصميم الصمامات لأغراض غسل السد في حالة حدوث فيضان كبير وعندما تكون موجة الفيضان أكبر من القدرة على التصريف في بوابات المفيض. على الرغم من أن الامر قد يستغرق عدة أشهر لاستعادة المكونات الصمامات، فإن إجمالي الأضرار والتكلفة اللازمين لإصلاح السدادات أو الصمامات هو أقل بكثير مما لو أن المياه كانت قد عبرت من فوق السد الرئيسي. تستخدم السدادات والصمامات للسدود ذات الكلف العالية والتي قد تشكل تهديد في حالة وصول الفيضان للحد الأعلى وذلك للكلف العالية المترتبة على إنشاء الصمامات.
والنوعين يقسمان بدورهما إلى عدة أنواع رئيسية
1- مفيض ذو الشلالات وهو تصميم شائع وأساسي في تصميم كما نقل المياه من صدر السد إلى النهر عبر منحدر سلس. في معظم الأحيان يتم رصف القاع والجانبين مع طبقة خرسانة لحماية السد وطوبوغرافيا. وقد لا تهدف دائما تلك الممرات المائية إلى تبديد الطاقة المائية للمفيض المائي كما هو الحال في المفيض المتدرج. وقد يحتوي المفيض على حواجز كونكريتية وغالبا ما يحتوي على حوض التسكين لخلق مايسمى ب القفزة الهيدرولكية لتجنب قدم السد من عملية التأكل والتعرية
2- مفيض المدرج المائي
وهذا النوع استخدم قبل 3000 سنة وهو بذلك أقدم نوع من أنواع المفيض. ويستخدم المدرجات لتهدئة وتبديد طاقة المياه المارة عبر الممرات المائية وكذلك لتصغير حجم احواض التسكين المستخدمة في اسفل السد.
3- المفيض الناقوسي
وهو بشكل ناقوس مقلوب وبذلك يسمح للماء المرور عبر المحيط المبتل. وقد يسمى بأسماء عديدة منها مجد الصباح أو الناقوس أو غيرها ويستخدم عادة في المناطق التي يتجمد فيها طبقة المياه العليا في السطح وغالبا ما تحتوي على مكسرات ثلجية لكي لاتسمح للماء بالتجمد في داخل القناة. ولكن هنالك أنواع قابلة للتحكم أيضا.
4- هنالك أنواع أخرى والتي تعتمد أيضا على تضاريس المنطقة.

## وضع الامان
قد يعمل المفيض تلقائيا وبدون أي إنذار أو تحذير مسبق وغالبا ما يتم وضع صفارات إنذار يتم تشغيلها تلقائيا لإعطاء تحذير. كما يتم رفع الاسيجة للممرات المائية وذلك لحماية اجزاء السد الأخرى في حالة حدوث مثل تلك الحالة وغيرها من الإجراءات الأمنية لحماية المستخدمين في المصب. وقد توضع بوابات صغيرة تتم إطلاق مياه قليلة في البداية لتحذير المستخدمين ولكي يتم أخذ الاحتياطات المسبقة قبل إطلاق الكميات الكبيرة والتي قد تسببب بالضرر الكبير والخسائر في حالة عدم الاحتياط.